# Thomas Jenkinson (cầu thủ bóng đá, sinh năm 1877)
Thomas Iddo Jenkinson (1877 - 1949) là một cầu thủ bóng đá chuyên nghiệp người Anh thi đấu ở vị trí tiền vệ cánh.